# Майдан Сінявський
Майдан Сінявський (пол. Majdan Sieniawski) — село в Польщі, у гміні Адамівка Переворського повіту Підкарпатського воєводства.
Населення — 1490 осіб (2011).
Знаходиться при дорозі Перемишль-Люблін, траса № 835.
Місцевість здебільшого лісиста, є болота, ставки, багато джерел і потоків.

## Історія
Історія села налічує понад 300 років. У XVII ст. на місці вирубаних борів було засноване поселення Доброполе (тепер один з мікротопонімів), а згодом перейменовано на честь власника Миколая Сенявського — Майдан Сінявський.
1714 року була створена римо-католицька парафія і збудований дерев'яний костел, який надалі став фактором златинщення та спольщення. Тоді у селі вже була дерев'яна греко-католицька церква св. Михаїла, яка була парохіяльною.
У 1831 р. парохія належала до Ярославського деканату Перемишльської єпархії і налічувала 978 парафіян, причому в Майдані з Павловим, Чапляпами і Кривим — 501, також до парафії належали Адамівка і Красне. При церкві діяла парохіяльна школа. Село було прикордонним на межі з Холмщиною, яка тоді належала Російській імперії.
Адам Сенявський, син Миколая Сенявського, був останнім представником свого роду, після нього село та інші маєтності (напр. сусідня Адамівка) перейшли до Чарторийських.
1835 року князь Адам Єжи Чарторийський заснував притулок для убогих. Наприкінці століття частина земель були власністю доньки Адама Чарторийського — Ізабелли з Чарторийських, графині Дзялинської.
У 1863 р. збудована нова церква св. Архангела Михаїла.
Відповідно до «Географічного словника Королівства Польського» 1881 року село належало до Ярославського повіту Королівства Галичини і Володимирії, у селі було 2242 жителі. За церковною статистикою 1879 року в селі було 1667 римо-католиків, 84 греко-католики, 40 євреїв. Центральну частину села називали Коморою (вочевидь, через наявність фільварку), були також присілки (хутори) Буківець, Доброполе, Канівки, Осівки і Закостелля.
У селі дуже багато капличок, всього близько 30. Більшість з них були встановлені при в'їзді у село на вулиці Коньскій.
1937 року у селі проходив страйк селян. Місцевій владі довелося викликати поліцію, у результаті загинуло 15 осіб. За шематизмом 1937 р. в селі налічувалося 128 греко-католиків.
У 1939 році в селі проживало 2430 мешканців, з них 140 українців, 2190 поляків і 100 євреїв. Село входило до ґміни Адамівка Ярославського повіту Львівського воєводства.
Поляки Майдану Сінявського тероризували, убивали і грабували місцевих українців та з сусідніх сіл. 1945 року частина української громади була виселена до Тернопільської області УРСР — 52 особи (9 сімей). Українці не могли протистояти антиукраїнському терору після Другої світової війни. Решта українців попала в 1947 році під етнічну чистку під час проведення Операції «Вісла» і була депортована на понімецькі землі у західній та північній частині польської держави, що до 1945 належали Німеччині.
У 1975—1998 роках село належало до Перемишльського воєводства.

## Демографія
Демографічна структура станом на 31 березня 2011 року:
|          | Загалом | Допрацездатний вік | Працездатний вік | Постпрацездатний вік |
| -------- | ------- | ------------------ | ---------------- | -------------------- |
| Чоловіки | 753     | 178                | 481              | 94                   |
| Жінки    | 737     | 159                | 393              | 185                  |
| Разом    | 1490    | 337                | 874              | 279                  |

## Мікротопоніми
- Осувка Дольна
- Осувка Гурна
- Новіни
- Халупки
- Доброполь
- Буковець (малий і великий)
- Комора (або Конська вулиця)